# Ginir
Pour le woreda, voir Ginir (woreda).
Ginir (ou Ghinnir) est une ville d'Éthiopie, située dans la zone Est Bale de la région Oromia. Elle a 17 102 habitants en 2007. Ancien chef-lieu de l'awraja Wabe puis chef-lieu du woreda Ginir, elle est désormais un woreda indépendant et le centre administratif de la zone Est Bale[à vérifier].

## Situation
Ginir se trouve vers 7° 08′ N, 40° 42′ E et à plus de 1 900 m d'altitude.
Elle est desservie par un aéroport : Ghinnir Airport (en) (code IATA : GNN).

## Histoire

### XXesiècle
Ginir est le chef-lieu de l'awraja Wabe dans la province de Balé jusqu'à la réorganisation du pays en régions en 1995.

### XXIesiècle
Chef-lieu du woreda Ginir, la ville compte 17 102 habitants au recensement national de  2007.
Principale agglomération de la zone Est Bale récemment détachée de la zone Bale[Quand ?], la ville de Ginir accède au statut de woreda et devient le centre administratif de la nouvelle zone[réf. souhaitée].